# Comtesse (sablé)
Pour les articles homonymes, voir Comtesse (homonymie).
Les comtesses (kontès en créole guyanais) sont des petits sablés un peu sucrés, typiques de la cuisine guyanaise. Ils accompagnent les desserts comme les sorbets aux fruits ou la  salade de fruits et se servent traditionnellement avec du Madou (jus de fruits locaux) ou du champagne,.